# غنيوات (الملاليين)
غنيوات هو دُوَّار يقع بجماعة ملاليين، إقليم تطوان، جهة طنجة تطوان الحسيمة في المملكة المغربية. ينتمي الدوّار لمشيخة الملاليين التي تضم 8 دواوير. يقدر عدد سكانه بـ 777 نسمة حسب الإحصاء الرسمي للسكان والسكنى لسنة 2004.

## روابط خارجية
- البوابة الوطنية للجماعات الترابية نسخة محفوظة 12 مارس 2018 على موقع واي باك مشين.
- المندوبية السامية للتخطيط